# Pyrenopsis furfurea
Pyrenopsis furfurea är en lavart som först beskrevs av William Nylander och fick sitt nu gällande namn av William Allport Leighton. 
Pyrenopsis furfurea ingår i släktet Pyrenopsis och familjen Lichinaceae.  Arten är reproducerande i Sverige. Inga underarter finns listade i Catalogue of Life.